# Spinophallus uminskii
Spinophallus uminskii is een slakkensoort uit de familie van de Pristilomatidae. De wetenschappelijke naam van de soort is voor het eerst geldig gepubliceerd in 1960 door Riedel.